# Liga Nacional de Básquet 1999-2000
La temporada 1999-2000 de la Liga Nacional de Básquet de la Argentina fue la decimosexta edición de la máxima competencia argentina de clubes en dicho deporte. Se inició el 16 de septiembre de 1999 con el programado partido inaugural de temporada entre el último campeón, Atenas de Córdoba y Estudiantes de Olavarría, encuentro disputado en el Estadio José Jorge Contte de la ciudad de Corrientes. Finalizó el 25 de mayo del 2000 con el séptimo partido de la serie final entre Atenas de Córdoba y Estudiantes de Olavarría en el Maxigimnasio Parque Guerrero, en donde se consagró campeón como local el equipo bonaerense, luego de ganar la serie final 4 a 3.
Respecto a la temporada pasada, el descendido Deportivo Roca fue reemplazado por Quilmes de Mar del Plata, que retornó a la categoría tras estar un año en segunda división.
En esta temporada se impuso por primera vez un tope salarial que alcanzó los 500 000 pesos, que hizo bajar los sueldos de los jugadores en hasta 60% y además influyó en la emigración de varios de estos.

## Equipos participantes
| Pos. | Descendidos en la LNB 1998-99 |
| ---- | ----------------------------- |
| 16.° | Deportivo Roca                |

| Pos. | Ascendidos del TNA 1998-99 |
| ---- | -------------------------- |
| 1.°  | Quilmes                    |

| Región                    | Cantidad |
| ------------------------- | -------- |
| Provincia de Buenos Aires | 6        |
| Capital Federal           | 3        |
| La Pampa                  | 2        |
| Santa Fe                  | 2        |
| Chubut                    | 1        |
| Córdoba                   | 1        |
| La Rioja                  | 1        |

| Club                    | Ciudad                     | Entrenador              | Estadio                         | Capacidad |
| ----------------------- | -------------------------- | ----------------------- | ------------------------------- | --------- |
| Andino                  | Ciudad de La Rioja         | Pablo D'Angelo          | Polideportivo Carlos Saúl Menem | 6000      |
| Atenas                  | Córdoba                    | Medardo Ligorria        | Polideportivo Carlos Cerutti    | 3424      |
| Belgrano                | San Nicolás de los Arroyos | Bandera de ?            | Estadio Fortunato Bonelli       | 2000      |
| Boca Juniors            | Ciudad de Buenos Aires     | Rubén Magnano           | Estadio Luis Conde              | 2000      |
| Estudiantes             | Bahía Blanca               | Daniel Rodríguez        | Estadio Osvaldo Casanova        | 3950      |
| Estudiantes             | Olavarría                  | Sergio Santos Hernández | Estadio Parque Carlos Guerrero  | 5000      |
| Ferro Carril Oeste      | Ciudad de Buenos Aires     | Enrique Tolcachier      | Estadio Héctor Etchart          | 3000      |
| Gimnasia y Esgrima      | Comodoro Rivadavia         | Fernando Duró           | Estadio Socios Fundadores       | 2276      |
| Independiente           | General Pico               | Bandera de ?            | Estadio Gigante de la Avenida   |           |
| Libertad                | Sunchales                  | Daniel Maffei           | El Hogar de los Tigres          | 4000      |
| Obras Sanitarias        | Ciudad de Buenos Aires     | Guillermo Vecchio       | Estadio Obras Sanitarias        | 3000      |
| Olimpia Basketball Club | Venado Tuerto              | Juan Bravo              | Estadio Olimpia                 | 3000      |
| Peñarol                 | Mar del Plata              | Carlos Romano           | Polideportivo Islas Malvinas    | 8000      |
| Pico Football Club      | General Pico               | Osvaldo Abdala          | Parque Ángel Larrea             |           |
| Quilmes                 | Mar del Plata              | Oscar Sánchez           | Estadio Once Unidos             | 3000      |
| Regatas                 | San Nicolás de los Arroyos | Luis Oroño              | Estadio La Ribera               | 1500      |

### Cambios de entrenadores
| Club          | Entrenador saliente  | Reemplazado por   |
| ------------- | -------------------- | ----------------- |
| Andino        | Pablo Coleffi        | Pablo D'Angelo    |
| Atenas        | Medardo Ligorria     | Pablo Coleffi     |
| Belgrano      | Ariel Amarillo       | Bandera de ?      |
| Independiente | Carlos Bualó         | Bandera de ?      |
| Peñarol       | Marcelo Plá          | Carlos Romano     |
| Obras         | Eduardo Cadillac     | Guillermo Vecchio |
| Pico F.C.     | Mario Daniel Luciani | Osvaldo Abdala    |

## Formato
Se jugó una primera fase en donde se enfrentaron todos contra todos, los 16 equipos entre sí, donde se suma un punto por partido jugado y 2 por partido ganado. Finalizada la primera fase se jugó la segunda que consistió en dividir en 2 grupos (A1 y A2) donde se ubicaron a los equipos según la clasificación en la primera fase. 
Los primeros 4 equipos de la A1 se ganaron el pasaje directo a los cuartos de final, mientras que los restantes 4 jugaron un play off reclasificatorio contra los primeros 4 de la A2 para definir los restantes 4 equipos de los cuartos de final. 
Las series de play off de la reclasificacion, cuartos de final y semifinal se jugaron al mejor de 5 (gana el primero que llega a las 3 victorias)con el formato 2-2-1. Y la final se jugó al mejor de 7 partidos (gana el primero en lograr 4 victorias) con el formato 2-2-1-1-1.

## Etapa Regular

### Primera fase
| Equipo | Equipo             | Partidos | Ganados | Perdidos | Puntos |
| ------ | ------------------ | -------- | ------- | -------- | ------ |
| 1.°    | Estudiantes (O)    | 30       | 24      | 6        | 54     |
| 2.°    | Atenas             | 30       | 24      | 6        | 54     |
| 3.°    | Boca Juniors       | 30       | 20      | 10       | 50     |
| 4.°    | Gimnasia (CR)      | 30       | 17      | 13       | 47     |
| 5.°    | Andino             | 30       | 17      | 13       | 47     |
| 6.°    | Libertad           | 30       | 16      | 14       | 46     |
| 7.°    | Obras              | 30       | 14      | 16       | 44     |
| 8.°    | Independiente (GP) | 30       | 14      | 16       | 44     |
| 9.°    | Peñarol            | 30       | 14      | 16       | 44     |
| 10.°   | Estudiantes (BB)   | 30       | 14      | 16       | 44     |
| 11.°   | Quilmes            | 30       | 13      | 17       | 43     |
| 12.°   | Pico F.C.          | 30       | 12      | 18       | 42     |
| 13.°   | Ferro (BA)         | 30       | 12      | 18       | 42     |
| 14.°   | Belgrano (SN)      | 30       | 11      | 19       | 41     |
| 15.°   | Olimpia            | 30       | 11      | 19       | 41     |
| 16.°   | Regatas (SN)       | 30       | 7       | 23       | 37     |

|  |                       |
|  | Clasificados a la A1. |
|  | Clasificados a la A2. |

### Segunda Fase
| Zona A1 | Zona A1             | A.   | PJ   | PG | PP | Pts  |
| ------- | ------------------- | ---- | ---- | -- | -- | ---- |
| 1.°     | Estudiantes (O)     | 27.0 | 14   | 11 | 3  | 52.0 |
| 2.°     | Boca Juniors        | 25.0 | 14   | 10 | 4  | 49.0 |
| 3.°     | Atenas              | 27   | 14.0 | 8  | 6  | 49.0 |
| 4.°     | Gimnasia (CR)       | 23.5 | 14   | 8  | 6  | 45.5 |
| 5.°     | Obras               | 22.0 | 14   | 7  | 7  | 43.0 |
| 6.°     | Libertad            | 23.0 | 14   | 6  | 8  | 43.0 |
| 7.°     | Andino              | 23.5 | 14   | 4  | 10 | 41.5 |
| 8.°     | Independiente (GP)1 | 22.0 | 14   | 2  | 12 | 28.0 |

| Zona A2 | Zona A2          | A.   | PJ | PG | PP | Pts  |
| ------- | ---------------- | ---- | -- | -- | -- | ---- |
| 9.°     | Estudiantes (BB) | 22.0 | 14 | 9  | 5  | 45.0 |
| 10.°    | Peñarol          | 22.0 | 14 | 7  | 7  | 43.0 |
| 11.°    | Regatas (SN)     | 18.5 | 14 | 10 | 4  | 42.5 |
| 12.°    | Quilmes2         | 21.5 | 14 | 8  | 6  | 42.5 |
| 13.°    | Belgrano (SN)    | 20.5 | 14 | 7  | 7  | 41.5 |
| 14.°    | Ferro (BA)       | 21.0 | 14 | 6  | 8  | 41.0 |
| 15.°    | Pico F.C.        | 21.0 | 14 | 4  | 10 | 39.0 |
| 16.°    | Olimpia3         | 20.5 | 14 | 5  | 9  | 38.5 |

Nota: 
- 3. Se le descontó cuatro puntos por incumplir pagos.

|  |                                               |
|  | Clasificados directamente a cuartos de final. |
|  | Clasificados a la serie reclasificatoria.     |
|  | Participan en la serie por la permanencia.    |

## Tercera fase; play-offs de permanencia
|  | Semifinales | Semifinales            | Semifinales |         |      | Final                | Final | Final |  |
|  |             |                        |             |         |      |                      |       |       |  |
|  |             |                        |             |         |      |                      |       |       |  |
|  | 13.°        | Belgrano (San Nicolás) | 3           |         |      |                      |       |       |  |
|  | 13.°        | Belgrano (San Nicolás) | 3           |         |      |                      |       |       |  |
|  | 16.°        | Olimpia                | 0           |         |      |                      |       |       |  |
|  | 16.°        | Olimpia                | 0           |         | 14.° | Ferro (Buenos Aires) | 3     |       |  |
|  |             |                        |             |         | 14.° | Ferro (Buenos Aires) | 3     |       |  |
|  |             |                        | 16.°        | Olimpia | 0    |                      |       |       |  |
|  | 14.°        | Ferro (Buenos Aires)   | 16.°        | Olimpia | 0    | 0                    |       |       |  |
|  | 14.°        | Ferro (Buenos Aires)   |             |         |      | 0                    |       |       |  |
|  | 15.°        | Pico F.C.              | 3           |         |      |                      |       |       |  |
|  | 15.°        | Pico F.C.              | 3           |         |      |                      |       |       |  |
|  |             |                        |             |         |      |                      |       |       |  |

- Olimpia descendió al Torneo Nacional de Ascenso.

### Semifinales
|             | Belgrano (San Nicolás) | 88–68 | Olimpia | San Nicolás de los Arroyos          |  |  |
|             |                        |       |         |                                     |  |  |
|             |                        |       |         | Pabellón: Estadio Fortunato Bonelli |  |  |
| serie 1 - 0 |                        |       |         |                                     |  |  |
|             |                        |       |         |                                     |  |  |

|             | Belgrano (San Nicolás) | 107–71 | Olimpia | San Nicolás de los Arroyos          |  |  |
|             |                        |        |         |                                     |  |  |
|             |                        |        |         | Pabellón: Estadio Fortunato Bonelli |  |  |
| serie 2 - 0 |                        |        |         |                                     |  |  |
|             |                        |        |         |                                     |  |  |

|             | Olimpia | 87–90 | Belgrano (San Nicolás) | Venado Tuerto             |  |  |
|             |         |       |                        |                           |  |  |
|             |         |       |                        | Pabellón: Estadio Olimpia |  |  |
| serie 0 - 3 |         |       |                        |                           |  |  |
|             |         |       |                        |                           |  |  |

|             | Ferro (Buenos Aires) | 61–62 | Pico F.C. | Ciudad de Buenos Aires           |  |  |
|             |                      |       |           |                                  |  |  |
|             |                      |       |           | Pabellón: Estadio Héctor Etchart |  |  |
| serie 0 - 1 |                      |       |           |                                  |  |  |
|             |                      |       |           |                                  |  |  |

|             | Ferro (Buenos Aires) | 65–72 | Pico F.C. | Ciudad de Buenos Aires           |  |  |
|             |                      |       |           |                                  |  |  |
|             |                      |       |           | Pabellón: Estadio Héctor Etchart |  |  |
| serie 0 - 2 |                      |       |           |                                  |  |  |
|             |                      |       |           |                                  |  |  |

|             | Pico F.C. | 84–78 | Ferro (Buenos Aires) | General Pico            |  |  |
|             |           |       |                      |                         |  |  |
|             |           |       |                      | Pabellón: Parque Larrea |  |  |
| serie 3 - 0 |           |       |                      |                         |  |  |
|             |           |       |                      |                         |  |  |

### Repechaje
| 24 de marzo de 2000 | Ferro (Buenos Aires) | 83–60   | Olimpia | Ciudad de Buenos Aires           |  |  |
|                     |                      |         |         |                                  |  |  |
|                     |                      | Reporte |         | Pabellón: Estadio Héctor Etchart |  |  |
| serie 1 - 0         |                      |         |         |                                  |  |  |
|                     |                      |         |         |                                  |  |  |

| 26 de marzo de 2000 | Ferro (Buenos Aires) | 81–63   | Olimpia | Ciudad de Buenos Aires           |  |  |
|                     |                      |         |         |                                  |  |  |
|                     |                      | Reporte |         | Pabellón: Estadio Héctor Etchart |  |  |
| serie 2 - 0         |                      |         |         |                                  |  |  |
|                     |                      |         |         |                                  |  |  |

| 31 de marzo de 2000 | Olimpia | 65–78   | Ferro (Buenos Aires) | Venado Tuerto             |  |  |
|                     |         |         |                      |                           |  |  |
|                     |         | Reporte |                      | Pabellón: Estadio Olimpia |  |  |
| serie 0 - 3         |         |         |                      |                           |  |  |
|                     |         |         |                      |                           |  |  |

## Tercera fase; play-offs de campeonato
|  | Octavos de final | Octavos de final    | Octavos de final |                  |   | Cuartos de final | Cuartos de final | Cuartos de final |  |     | Semifinales     | Semifinales | Semifinales |  |     | Final           | Final | Final |  |
|  |                  |                     |                  |                  |   |                  |                  |                  |  |     |                 |             |             |  |     |                 |       |       |  |
|  |                  |                     |                  |                  |   |                  |                  |                  |  |     |                 |             |             |  |     |                 |       |       |  |
|  |                  |                     |                  |                  |   |                  |                  |                  |  |     |                 |             |             |  |     |                 |       |       |  |
|  |                  |                     |                  |                  |   |                  |                  |                  |  |     |                 |             |             |  |     |                 |       |       |  |
|  |                  |                     |                  |                  |   |                  |                  |                  |  |     |                 |             |             |  |     |                 |       |       |  |
|  |                  | 1.°                 | Estudiantes (O)  | 3                |   |                  |                  |                  |  |     |                 |             |             |  |     |                 |       |       |  |
|  |                  |                     |                  | 3                |   |                  |                  |                  |  |     |                 |             |             |  |     |                 |       |       |  |
|  |                  |                     | 12.°             | Quilmes          | 1 |                  |                  |                  |  |     |                 |             |             |  |     |                 |       |       |  |
|  | 5.°              | Obras Sanitarias    | 12.°             | Quilmes          | 1 | 0                |                  |                  |  |     |                 |             |             |  |     |                 |       |       |  |
|  | 5.°              | Obras Sanitarias    |                  |                  |   |                  |                  |                  |  |     |                 |             |             |  |     |                 |       |       |  |
|  | 12.°             | Quilmes             | 3                |                  |   |                  |                  |                  |  |     |                 |             |             |  |     |                 |       |       |  |
|  | 12.°             | Quilmes             | 3                |                  |   |                  |                  |                  |  | 1.° | Estudiantes (O) | 3           |             |  |     |                 |       |       |  |
|  |                  |                     |                  |                  |   |                  |                  |                  |  | 1.° | Estudiantes (O) | 3           |             |  |     |                 |       |       |  |
|  |                  |                     | 4.°              | Gimnasia (CR)    | 0 |                  |                  |                  |  |     |                 |             |             |  |     |                 |       |       |  |
|  |                  |                     | 4.°              | Gimnasia (CR)    | 0 |                  |                  |                  |  |     |                 |             |             |  |     |                 |       |       |  |
|  |                  |                     |                  |                  |   |                  |                  |                  |  |     |                 |             |             |  |     |                 |       |       |  |
|  |                  |                     |                  |                  |   |                  |                  |                  |  |     |                 |             |             |  |     |                 |       |       |  |
|  |                  | 4.°                 | Gimnasia (CR)    | 3                |   |                  |                  |                  |  |     |                 |             |             |  |     |                 |       |       |  |
|  |                  |                     |                  | 3                |   |                  |                  |                  |  |     |                 |             |             |  |     |                 |       |       |  |
|  |                  |                     | 6.°              | Libertad         | 2 |                  |                  |                  |  |     |                 |             |             |  |     |                 |       |       |  |
|  | 6.°              | Libertad            | 6.°              | Libertad         | 2 | 3                |                  |                  |  |     |                 |             |             |  |     |                 |       |       |  |
|  | 6.°              | Libertad            |                  |                  |   |                  |                  |                  |  |     |                 |             |             |  |     |                 |       |       |  |
|  | 11.°             | Regatas San Nicolás | 2                |                  |   |                  |                  |                  |  |     |                 |             |             |  |     |                 |       |       |  |
|  | 11.°             | Regatas San Nicolás | 2                |                  |   |                  |                  |                  |  |     |                 |             |             |  | 1.° | Estudiantes (O) | 4     |       |  |
|  |                  |                     |                  |                  |   |                  |                  |                  |  |     |                 |             |             |  | 1.° | Estudiantes (O) | 4     |       |  |
|  |                  |                     | 3.°              | Atenas           | 3 |                  |                  |                  |  |     |                 |             |             |  |     |                 |       |       |  |
|  |                  |                     | 3.°              | Atenas           | 3 |                  |                  |                  |  |     |                 |             |             |  |     |                 |       |       |  |
|  |                  |                     |                  |                  |   |                  |                  |                  |  |     |                 |             |             |  |     |                 |       |       |  |
|  |                  |                     |                  |                  |   |                  |                  |                  |  |     |                 |             |             |  |     |                 |       |       |  |
|  |                  | 2.°                 | Boca Juniors     | 2                |   |                  |                  |                  |  |     |                 |             |             |  |     |                 |       |       |  |
|  |                  |                     |                  | 2                |   |                  |                  |                  |  |     |                 |             |             |  |     |                 |       |       |  |
|  |                  |                     | 10.°             | Peñarol          | 3 |                  |                  |                  |  |     |                 |             |             |  |     |                 |       |       |  |
|  | 7.°              | Andino SC           | 10.°             | Peñarol          | 3 | 0                |                  |                  |  |     |                 |             |             |  |     |                 |       |       |  |
|  | 7.°              | Andino SC           |                  |                  |   |                  |                  |                  |  |     |                 |             |             |  |     |                 |       |       |  |
|  | 10.°             | Peñarol             | 3                |                  |   |                  |                  |                  |  |     |                 |             |             |  |     |                 |       |       |  |
|  | 10.°             | Peñarol             | 3                |                  |   |                  |                  |                  |  | 3.° | Atenas          | 3           |             |  |     |                 |       |       |  |
|  |                  |                     |                  |                  |   |                  |                  |                  |  | 3.° | Atenas          | 3           |             |  |     |                 |       |       |  |
|  |                  |                     | 10.°             | Peñarol          | 0 |                  |                  |                  |  |     |                 |             |             |  |     |                 |       |       |  |
|  |                  |                     | 10.°             | Peñarol          | 0 |                  |                  |                  |  |     |                 |             |             |  |     |                 |       |       |  |
|  |                  |                     |                  |                  |   |                  |                  |                  |  |     |                 |             |             |  |     |                 |       |       |  |
|  |                  |                     |                  |                  |   |                  |                  |                  |  |     |                 |             |             |  |     |                 |       |       |  |
|  |                  | 3.°                 | Atenas           | 3                |   |                  |                  |                  |  |     |                 |             |             |  |     |                 |       |       |  |
|  |                  |                     |                  | 3                |   |                  |                  |                  |  |     |                 |             |             |  |     |                 |       |       |  |
|  |                  |                     | 9.°              | Estudiantes (BB) | 0 |                  |                  |                  |  |     |                 |             |             |  |     |                 |       |       |  |
|  | 8.°              | Independiente (GP)  | 9.°              | Estudiantes (BB) | 0 | 1                |                  |                  |  |     |                 |             |             |  |     |                 |       |       |  |
|  | 8.°              | Independiente (GP)  |                  |                  |   |                  |                  |                  |  |     |                 |             |             |  |     |                 |       |       |  |
|  | 9.°              | Estudiantes (BB)    | 3                |                  |   |                  |                  |                  |  |     |                 |             |             |  |     |                 |       |       |  |
|  | 9.°              | Estudiantes (BB)    | 3                |                  |   |                  |                  |                  |  |     |                 |             |             |  |     |                 |       |       |  |
|  |                  |                     |                  |                  |   |                  |                  |                  |  |     |                 |             |             |  |     |                 |       |       |  |

El resultado que figura en cada serie es la suma de los partidos ganados por cada equipo.
El equipo que figura primero en cada llave es el que obtuvo la ventaja de localía.

### Final
| 3 de mayo   | Estudiantes (O)         | 86–80       | Atenas                  | Olavarría                                                                                      |  |  |
|             |                         |             |                         |                                                                                                |  |  |
|             | Estadísticas Eubanks 32 | Reporte Pts | Estadísticas 24 Campana | Pabellón: Parque Carlos Guerrero Árbitros: Daniel Rodrigo - Eduardo Alagastino - Pablo Estévez |  |  |
| serie 1 - 0 |                         |             |                         |                                                                                                |  |  |
|             |                         |             |                         |                                                                                                |  |  |

| 5 de mayo   | Estudiantes (O)         | 82–66       | Atenas                             | Olavarría                                                                                   |  |  |
|             |                         |             |                                    |                                                                                             |  |  |
|             | Estadísticas Eubanks 22 | Reporte Pts | Estadísticas 15 Osella y Palladino | Pabellón: Parque Carlos Guerrero Árbitros: Raúl Chávez - Eduardo D´Atri - Alejandro Ramallo |  |  |
| serie 2 - 0 |                         |             |                                    |                                                                                             |  |  |
|             |                         |             |                                    |                                                                                             |  |  |

| 10 de mayo  | Atenas                 | 95–77       | Estudiantes (O)            | Córdoba                                                                                     |  |  |
|             |                        |             |                            |                                                                                             |  |  |
|             | Estadísticas Osella 22 | Reporte Pts | Estadísticas 23 Wolkowyski | Pabellón: Polideportivo Carlos Cerutti Árbitros: Eduardo Bellón - Juan Quesada - Jorge Fabi |  |  |
| serie 1 - 2 |                        |             |                            |                                                                                             |  |  |
|             |                        |             |                            |                                                                                             |  |  |

| 12 de mayo  | Atenas                 | 78–70       | Estudiantes (O)         | Córdoba                                                                                                 |  |  |
|             |                        |             |                         | |  |  |
|             | Estadísticas Osella 24 | Reporte Pts | Estadísticas 31 Eubanks | Pabellón: Polideportivo Carlos Cerutti Árbitros: Darío Rodríguez - Alejandro Chiti - Fernando Sampietro |  |  |
| serie 2 - 2 |                        |             |                         | |  |  |
|             |                        |             |                         | |  |  |

| 17 de mayo  | Estudiantes (O)         | 81–76       | Atenas                  | Olavarría                                                                               |  |  |
|             |                         |             |                         |                                                                                         |  |  |
|             | Estadísticas Eubanks 26 | Reporte Pts | Estadísticas 20 Osborne | Pabellón: Parque Carlos Guerrero Árbitros: Raúl Chaves - Eduardo Bellón - Pablo Estévez |  |  |
| serie 3 - 2 |                         |             |                         |                                                                                         |  |  |
|             |                         |             |                         |                                                                                         |  |  |

| 21 de mayo  | Atenas                 | 80–72       | Estudiantes (O)            | Córdoba                                                                                                 |  |  |
|             |                        |             |                            | |  |  |
|             | Estadísticas Osella 25 | Reporte Pts | Estadísticas 18 Wolkowyski | Pabellón: Polideportivo Carlos Cerutti Árbitros: Eduardo Alagastino - Daniel Rodrigo - Darío Rodríguez. |  |  |
| serie 3 - 3 |                        |             |                            | |  |  |
|             |                        |             |                            | |  |  |

| 25 de mayo  | Estudiantes (O)         | 80–71       | Atenas                  | Olavarría                                                                                 |  |  |
|             |                         |             |                         |                                                                                           |  |  |
|             | Estadísticas Eubanks 17 | Reporte Pts | Estadísticas 21 Osborne | Pabellón: Parque Carlos Guerrero Árbitros: Raúl Chaves - Eduardo Bellón - Alejandro Chiti |  |  |
| serie 4 - 3 |                         |             |                         |                                                                                           |  |  |
|             |                         |             |                         |                                                                                           |  |  |

## Equipo campeón
Referencia: Básquet Plus.
- J.J. Eubanks
- Rubén Wolkowyski
- DeWayne McCray
- Daniel Farabello
- Nicolás Gianella
- Víctor Baldo
- Gustavo Ismael Fernández
- Claudio Farabello
- Ignacio Ochoa
- Darío Mansilla
- José Mikulas
- Federico Marín
- Bruno Tosetto
- Federico Arce
- Fernando Mendia
- Diego Latasa
- Keith Nelson (baja)

Entrenador: Sergio Santos Hernández.

## Clasificación a competencias internacionales

### Campeonato Sudamericano de Clubes Campeones
| Estudiantes de Olavarría Campeón LNB |

### Liga Sudamericana de Clubes
| Estudiantes de Olavarría Campeón LNB | Atenas Subcampeón LNB | Gimnasia y Esgrima (Comodoro Rivadavia) Tercero LNB |

## Premios
| - MVP de la Temporada de la LNB - Rubén Wolkowyski, Estudiantes de Olavarría - MVP de las Finales de la LNB - Rubén Wolkowyski, Estudiantes de Olavarría - Revelación/debutante - Mauricio Pedemonte, Obras - Jugador de Mayor Progreso - Mariano Ceruti, Libertad | - Mejor Sexto Hombre - Leandro Palladino, Atenas - Mejor Entrenador - Rubén Magnano, Boca Juniors - Mejor Extranjero - J.J. Eubanks, Estudiantes de Olavarría |

## Posiciones finales
Referencia: Web oficial.
| Equipo | Equipo                                  | PJ | PG | PP | Pts |
| ------ | --------------------------------------- | -- | -- | -- | --- |
| 1.°    | Estudiantes (Olavarría) (C)             | 58 | 45 | 13 | 103 |
| 2.°    | Atenas                                  | 57 | 41 | 16 | 98  |
| 3.°    | Gimnasia y Esgrima (Comodoro Rivadavia) | 52 | 28 | 24 | 80  |
| 4.°    | Peñarol                                 | 55 | 27 | 28 | 82  |
| 5.°    | Boca Juniors                            | 49 | 32 | 17 | 81  |
| 6.°    | Libertad                                | 54 | 27 | 27 | 81  |
| 7.°    | Estudiantes (Bahía Blanca)              | 51 | 26 | 25 | 77  |
| 8.°    | Quilmes1                                | 51 | 25 | 26 | 75  |
| 9.°    | Obras Sanitarias                        | 47 | 21 | 26 | 68  |
| 10.°   | Andino SC                               | 47 | 21 | 26 | 68  |
| 11.°   | Independiente (General Pico)2           | 48 | 17 | 31 | 55  |
| 12.°   | Regatas San Nicolás                     | 49 | 19 | 30 | 68  |
| 13.°   | Belgrano (San Nicolás)                  | 47 | 21 | 26 | 68  |
| 14.°   | Pico FC                                 | 47 | 19 | 28 | 66  |
| 15.°   | Ferro Carril Oeste (Buenos Aires)       | 50 | 21 | 29 | 71  |
| 16.°   | Olimpia (Venado Tuerto)1                | 50 | 16 | 34 | 65  |

| (C) | En negritas y denotado el equipo campeón |
|     | Clasificados a torneos internacionales.  |
|     | Desciende al Torneo Nacional de Ascenso. |

1: Se le descontó un punto.
2: Sufrió el descuento de 10 puntos por inhabilitación.